# Subhash Kak
Subhash Kak (n. 1947, Srinagar) este un scriitor și indian din provincia Jammu și Cașmir.